# Christian Hemmi
Christian Hemmi (ur. 23 sierpnia 1954) – szwajcarski narciarz alpejski. Nie startował na igrzyskach olimpijskich ani mistrzostwach świata. Jego najlepszym sezonem w Pucharze Świata był sezon 1976/1977, kiedy to zajął 15. miejsce w klasyfikacji generalnej, a w klasyfikacji giganta był szósty.

## Sukcesy

### Puchar Świata

#### Miejsca w klasyfikacji generalnej
- 1976/1977 – 15.
- 1977/1978 – 46.

#### Miejsca na podium
1. Ebnat-Kappel – 2 stycznia 1977 (gigant) – 2. miejsce
2. Sun Valley – 6 marca 1977 (gigant) – 2. miejsce
3. Sierra Nevada – 25 marca 1977 (gigant) – 3. miejsce